# Une lettre pour Evie
Pour plus de détails, voir Fiche technique et Distribution.
Une lettre pour Evie (A Letter for Evie) est un film américain réalisé par Jules Dassin, sorti en 1946. Le scénario s'inspire de la pièce Cyrano de Bergerac.

## Synopsis
Un soldat amoureux d'une secrétaire demande à un ami de se faire passer pour lui dans des lettres, afin de la séduire.

## Fiche technique
- Titre : Une lettre pour Evie
- Titre original : A Letter for Evie
- Réalisation : Jules Dassin
- Scénario : Blanche Brace, DeVallon Scott et Alan Friedman
- Musique : George Bassman
- Photographie : Karl Freund
- Montage : Chester W. Schaeffer
- Production : William H. Wright
- Société de production : Metro-Goldwyn-Mayer
- Société de distribution : Metro-Goldwyn-Mayer (États-Unis)
- Pays :  États-Unis
- Genre : Comédie romantique
- Durée : 89 minutes
- Date de sortie : 
  - États-Unis : 28 janvier 1946

## Distribution
- Marsha Hunt : Evie O'Connor
- John Carroll : Edgar « Wolf » Larson
- Hume Cronyn : John Phineas McPherson
- Spring Byington : Mme. McPherson
- Pamela Britton : Barney Lee
- Norman Lloyd : DeWitt Pynchon
- Percival Vivian : M. McPherson
- Donald Curtis : le capitaine Budlowe
- Esther Howard : Mme. Edgewaters
- Robin Raymond : Eloise Edgewaters
- Therese Lyon : Mme. Jackson
- Lynn Whitney : Mlle. Jenkins

## Accueil
Le film reçoit la note de 3/5 sur AllMovie.